# A Breath Taking Guy/(The Man with the) Rock and Roll Banjo Band
A Breath Taking Guy/(The Man with the) Rock And Roll Banjo Band è un singolo del gruppo femminile statunitense The Supremes, pubblicato nel 1963.

## Descrizione
A Breath Taking Guy è stato scritto e prodotto da Smokey Robinson ed è tratto dall'album Where Did Our Love Go; nel 1970 venne ripreso dalle Marvelettes nell'album The Return of the Marvelettes e successivamente pubblicato sul 45 giri A Breath Taking Guy/You're the One for Me Bobby
Il brano sul retro, (The Man with the) Rock And Roll Banjo Band, è stato scritto dal produttore Clarence Paul e da Berry Gordy, titolare della Motown e non è stato inserito nell'album

## Tracce
LATO A
1. A Breath Taking Guy (Produttore: Smokey Robinson) – 2:20 (Smokey Robinson; edizioni musicali Jobete Music)

LATO B
1. (The Man with the) Rock And Roll Banjo Band (Produttore: Clarence Paul) – 2:55 (Clarence Paul e Berry Gordy; edizioni musicali Jobete Music)

## Formazione
- Diana Ross - voce, cori
- Florence Ballard - cori
- Mary Wilson - cori
- The Funk Brothers - strumenti